# NGC 5599
NGC 5599 ist eine 13,8 mag helle Spiralgalaxie vom Hubble-Typ Sb im Sternbild Jungfrau und etwa 323 Millionen Lichtjahre von der Milchstraße entfernt.
Sie wurde am 12. Mai 1793 von Wilhelm Herschel mit einem 18,7-Zoll-Spiegelteleskop entdeckt, der sie dabei mit „vF, S“ beschrieb.